# Гравюрний кабінет (Дрезден)
Гравюрний кабінет (нім. Kupferstich-Kabinett Dresden) — художній музей у Дрездені (Саксонія), заснований як незалежна установа 1720 року. Сьогодні Гравюрний кабінет є частиною Державного художнього зібрання Дрездена.
Істотне скорочення колекції сталося під час  Другої світової війни — після бомбардування Дрездена в лютому 1945 року. 1988 року колекцію було розширено за рахунок приєднання архіву Йозефа Геґенбарта.

## Колекція
У дрезденському Гравюрному кабінеті зберігається велика колекція гравюр, дереворитів та малюнків, яка налічує сьогодні понад 500 000 одиниць зберігання Лише незначна частка колекції може бути представлена широкій аудиторії. Водночас «втрати війни» цього музею становлять понад 50 000 робіт.
До колекції входять роботи таких художників, як Альбрехт Дюрер, Лукас Кранах Старший, Ганс Гольбейн Молодший, Ян ван Ейк, Пітер Пауль Рубенс, Рембрандт, Франсиско Гойя та Мікеланджело.
1898 року директор Макс Лерс заклав основи великої колекції сучасних творів мистецтва: він придбав близько 200 робіт Кеті Кольвіц.
Паралельно з постійною експозицією Кабінет регулярно організовує спеціальні виставки, які тривають близько трьох місяців і на яких зазвичай експонується близько 100—130 витворів мистецтва, об'єднаних спільною темою або авторам.